# Syntrichia bartramii
Syntrichia bartramii là một loài Rêu trong họ Pottiaceae. Loài này được (Steere) R.H. Zander miêu tả khoa học đầu tiên năm 1993.